# Calliophis intestinalis
Calliophis intestinalis е вид змия от семейство Elapidae.

## Разпространение
Видът е разпространен в Бруней, Индонезия (Калимантан, Суматра и Ява), Малайзия, Сингапур, Тайланд и Филипини.